# Les Moutiers-en-Retz
Les Moutiers-en-Retz település Franciaországban, Loire-Atlantique megyében. Lakosainak száma 1846 fő (2022. január 1.). Les Moutiers-en-Retz La Bernerie-en-Retz, Villeneuve-en-Retz, Pornic és Bouin községekkel határos.

## Népesség
A település népességének változása:
| Lakosok száma | 614  | 693  | 905  | 1138 | 1493 | 1576 | 1640 | 1703 | 1805 | 1846 |
|               | 1968 | 1982 | 1999 | 2006 | 2013 | 2015 | 2017 | 2018 | 2020 | 2022 |